# Pavlivka, Mala Vîska
Pavlivka (în ucraineană Павлівка) este un sat în comuna Mareanivka din raionul Mala Vîska, regiunea Kirovohrad, Ucraina.

## Demografie
Componența lingvistică a localității Pavlivka
     Ucraineană (95,12%)
     Rusă (2,44%)
     Belarusă (2,44%)
Conform recensământului din 2001, majoritatea populației localității Pavlivka era vorbitoare de ucraineană (95,12%), existând în minoritate și vorbitori de rusă (2,44%) și belarusă (2,44%).